# Formicarius rufifrons
El formicario frentirrufo (Formicarius rufifrons), también denominado gallito-hormiguero de frente rufa (en Perú) o chululú de pecho rufo, es una especie de ave paseriforme perteneciente al género Formicarius de la familia Formicariidae. Es nativo de la región amazónica en América del Sur.

## Distribución y hábitat
Se distribuye por el extremo oeste de Brasil en el noroeste de Acre (alto río Juruá), sureste del Perú en Madre de Dios y Cuzco (río Urubamba), y noroeste de Bolivia en el oeste de Pando (río Tahuamanu).
Es raro y local en el suelo o cerca, en bosques inundables pantanosos entre los 300 y 400 m s. n. m. de altitud.